# Трамвай Солт-Лейк-Сіті
Трамвай Солт-Лейк-Сіті (англ. S Line (UTA)) — трамвайна лінія в містах Солт-Лейк-Сіті та Соут-Солт-Лейк, Юта, США. Разом з системою ліній швидкісного трамваю створюють основу рейкового громадського транспорту в окрузі Солт-Лейк.

## Історія
Перші трамваї на кінній тязі з'явилися на вулицях міста у 1872 році, перші електричні трамваї у 1889 році. Як і в більшості інших міст США, трамвайна мережа першого покоління була демонтована, сталося це в 1940-х роках, коли мережу викупила та збанкрутила компанія National City Lines, яку разом з Дженерал Моторс підозрювали в трамвайній змові.
Обговорення проєкту повернення трамваю почалося у 2006 році, владою міст Солт-Лейк-Сіті та Соут-Солт-Лейк, техніко-економічна експертиза закінчилася в 2009 році та була подана заявка на отримання федерального фінансування. У межах федеральної програми інвестування в транспортну галузь Сполучених Штатів, в 2010 році було погоджено виділення 26 млн доларів на будівництво трамвайної лінії в місті. Будівництво почалося у квітні 2012 року, через півтора року лінія була відкрита. Частина маршруту проходить невикористовуваною залізничною гілкою, таким чином більшість коштів пішла на придбання рухомого складу й реконструкцію колій.

## Лінія
Єдина лінія проходить зі сходу на захід і має 7 зупинок. Від системи ЛРТ міста лінія відрізняється значно меншими відстанями між зупинками, використанням одного трамваю замість трамвайних потягів з декількох вагонів, як у ЛРТ, та меншою швидкістю руху. Нині більша частина лінії є одноколійною, в найближчих планах будівництво другої колії, це дасть змогу зменшити інтервал руху. Реалізувати цей проєкт передбачається до 2020 року.
На заході лінія починається біля станції ЛРТ «Central Pointe», далі лінія прямує на схід до кінцевої зупинки «Fairmont». Оскільки лінія на більшості свого маршруту одноколійна, на проміжній зупинці «500 East» побудований роз'їзд — це дає змогу роз'їхатись трамваям, що прямують у різні боки.

## Режим роботи
По буднях та в суботу лінія працює від 6:00 до 22:00, у неділю від 9:20 до 20:00. Інтервал руху 20 хвилин, час подорожі між кінцевими зупинками — приблизно 12 хвилин.

## Галерея

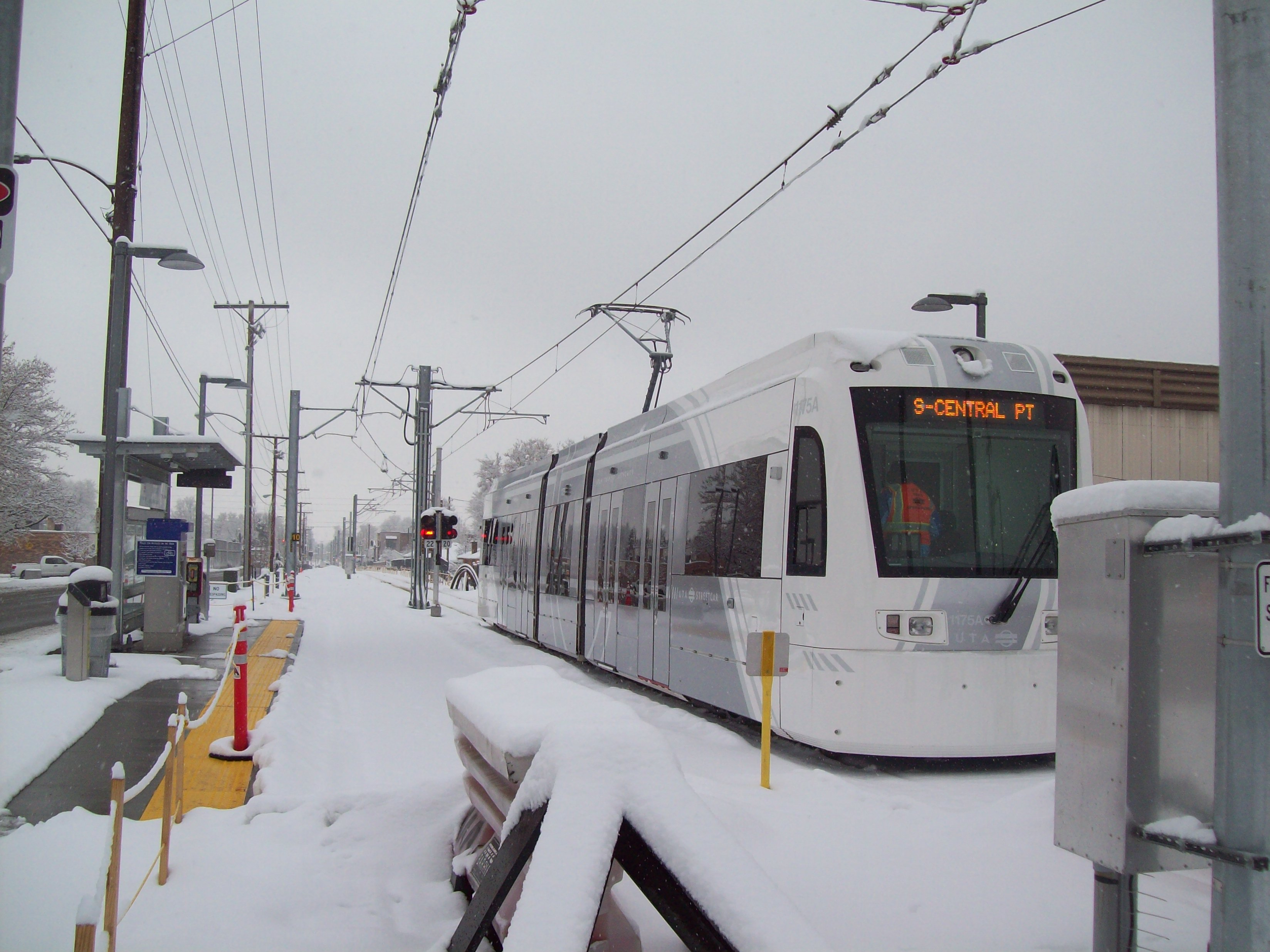
Трамвай на кінцеві зупинці «Fairmont»
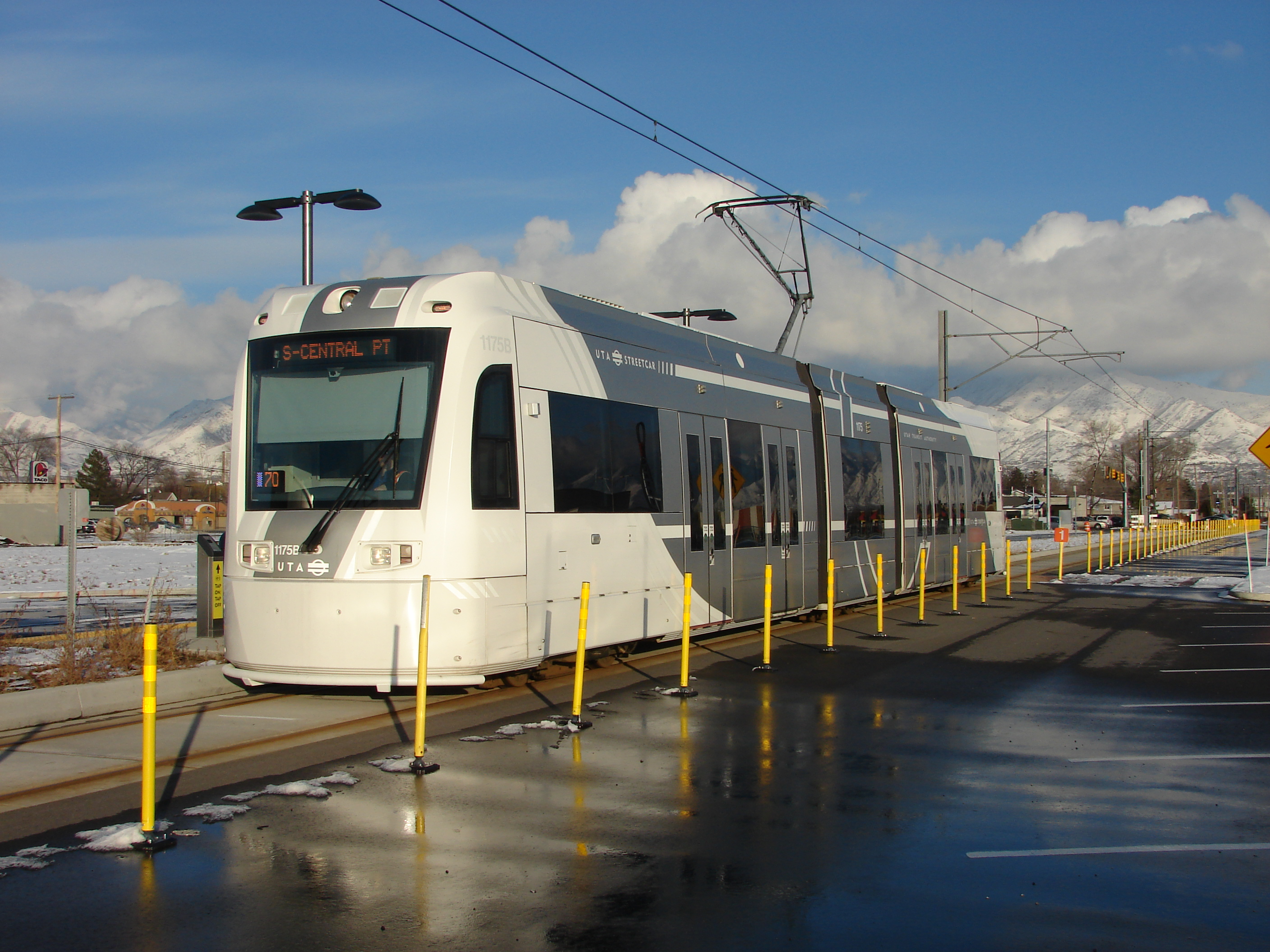
Рухомий склад на лінії
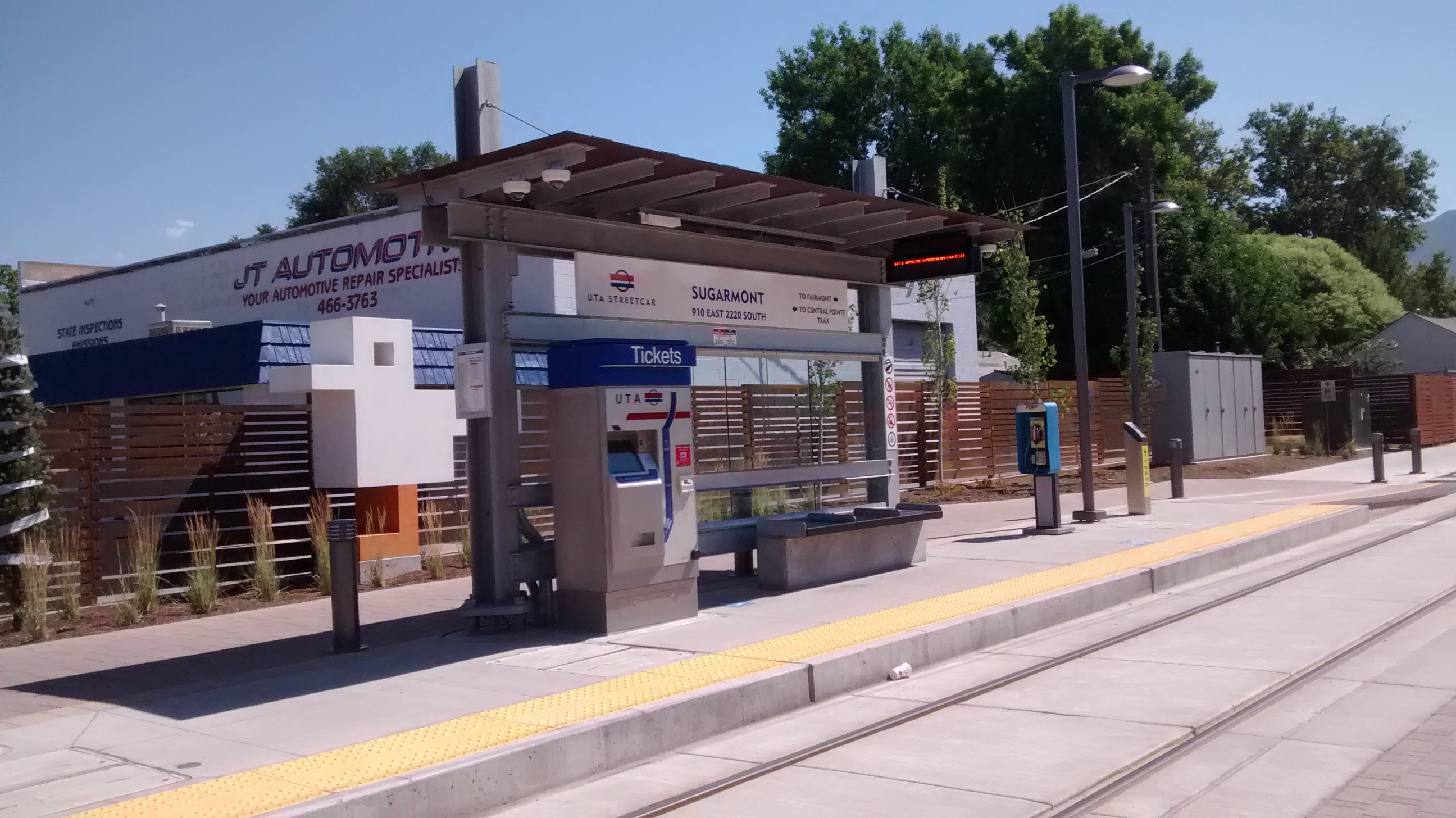
«Sugarmont», типова зупинка обладнана квитковим автоматом